# John Carneglia
John "Johnny Carnegs" Carneglia (nacido en 1945) es un mafioso estadounidense de la familia criminal Gambino. Fue condenado a 50 años de prisión en 1989 por cargos de extorsión y tráfico de drogas.

## Primeros años
Carneglia nació en 1945 en Ozone Park, Queens. Durante años estuvo muy involucrado en las redes de distribución de drogas a gran escala con el mafioso Gambino Gene Gotti, hermano de John Gotti, y el capo Gambino Angelo Ruggiero.
John y Charles Carneglia eran propietarios de un desguace en East New York, Brooklyn que, al parecer, se utilizaba para el tráfico de estupefacientes, el desmontaje de coches robados y el entierro de víctimas de asesinatos de la mafia. John supuestamente quitaba las joyas de los cadáveres antes de disolverlas en ácido y luego colgaba las chucherías como trofeos de las vigas del sótano.
Durante la década de 1970, John adoptó extraoficialmente a Kevin McMahon, un niño de 12 años al que descubrió durmiendo en su casa de la piscina. John actuó como padre sustituto de McMahon hasta su encarcelamiento en 1989. Después de eso, Charles supervisó las actividades de McMahon como asociado de los Gambino. En 2009, McMahon se convirtió en testigo del gobierno y testificó contra Charles.

## Asesinatos
Las fuerzas del orden creen que Carneglia participó directa o indirectamente en los asesinatos de los capos de la familia criminal Bonanno, Dominick Trinchera y Alphonse Indelicato; del jefe de los Gambino Paul Castellano y del subjefe Thomas Bilotti; y del vecino de Gotti John Favara.
En 1980, John Carneglia supuestamente participó en el asesinato de Favara. Mientras conducía en el barrio de Howard Beach, Favara atropelló y mató accidentalmente a Frank Gotti, el hijo de 12 años de John Gotti, mientras éste montaba una minimoto. Carneglia y otros mafiosos de Gambino supuestamente secuestraron a Favara fuera de su lugar de trabajo en New Hyde Park, Nueva York, lo asesinaron y colocaron su cuerpo en un barril lleno de ácido en el depósito de chatarra. Los restos de Favara siguen sin descubrirse.
En 1981, Carneglia se deshizo supuestamente de los cuerpos de Giaccone, Trinchera e Indelicato. Los tres capos habían conspirado contra el encarcelado jefe de los Bonanno Philip Rastelli. Como favor a Rastelli, Castellano permitió a los socios de Rastelli emboscar a los hombres en un club social de los Gambino, y luego entregar los tres cuerpos a Carneglia para que se deshiciera de ellos. Carneglia supuestamente enterró los cadáveres en un terreno baldío cerca de su casa en Queens. En 2004, unos niños que jugaban en el solar descubrieron uno de los cuerpos.
En 1985, John Carneglia participó supuestamente con otros pistoleros en los asesinatos de Castellano y Bilotti. Los dos líderes de los Gambino fueron emboscados cuando salían de un coche fuera de Sparks Steak House, un restaurante de carne en Manhattan. Un testigo declaró que vio a Carneglia disparar a Bilotti mientras estaba en el suelo. Supuestamente, Carneglia fue el pistolero que realmente disparó a Castellano en la cabeza. El jefe de Carneglia, John Gotti, había ordenado el asesinato de Castellano para que pudiera hacerse con el liderazgo de los Gambino. Nunca se presentaron cargos contra Carneglia.

## Condena y prisión
A principios de 1987, Carneglia y Gotti fueron a juicio por cargos federales de usura, juego ilegal, asesinato y secuestros a mano armada. El 13 de marzo de 1987, todos los acusados, incluido Carneglia, fueron absueltos de todos los cargos.
Más tarde, en 1987, Carneglia y Gene, el hermano de John Gotti, fueron a juicio por los cargos federales de 1983 de tráfico de estupefacientes, obstrucción a la justicia, asociación ilícita y operación de una empresa criminal continua de estupefacientes. En enero de 1988, el juez declaró la anulación del juicio en este segundo caso debido a las acusaciones del gobierno de manipulación del jurado. El 27 de julio de 1988, en un nuevo juicio, el juez volvió a declarar la nulidad porque los jurados no llegaron a un veredicto. El 23 de mayo de 1989, en su tercer juicio por los cargos de 1983, Carneglia fue declarado culpable por dirigir una red de distribución de heroína. El 7 de julio de 1989, Carneglia fue condenado a 50 años de prisión y a una multa de 75.000 dólares, la misma pena impuesta a Gene Gotti.
Fue puesto en libertad el 11 de junio de 2018.